# Gaetano Starrabba
Gaetano Starrabba di Giardinelli (Palermo, 3 dicembre 1932) è un ex pilota automobilistico italiano.

## Biografia
Nato a Palermo nel 1932, da famiglia aristocratica, è unico figlio di Francesco Saverio, VIII principe di Giardinelli (1901-1985), e della di lui prima consorte Lucia Caterina Crescimanno, originaria di Santa Margherita di Belice, in provincia di Agrigento.
Starrabba, erede dei titoli nobiliari (della famiglia Starrabba)  Principe di Giardinelli, Principe di Militello, Barone di Scibini e Bimisca, di Pachino, e Signore di Mandranova, e imprenditore agricolo, e appassionato di automobilismo, è stato pilota dal 1953 al 1970 per diverse scuderie ed ha partecipato a 14 edizioni della Targa Florio. Fu perciò soprannominato "gattopardo da corsa". È socio dell'associazione sportivo culturale Gentlemen Drivers.
Nel 2023, all'età di 91 anni, ha pubblicato la sua autobiografia dal titolo Vita di un Gattopardo da Corsa. Vendemmiando tra i miei ricordi..., edito da Roberto Barbato Editore. È sposato ma non ha figli.

## Carriera
Starrabba maturò la passione per l'automobilismo ai tempi in cui frequentava il liceo, e nei quali conobbe Nino Vaccarella e Clemente Ravetto. Debuttò nel 1953 al Giro di Sicilia alla conduzione di una Fiat 500 "Topolino" C. L'anno seguente, nel 1954, partecipò per la prima volta alla Targa Florio, nella cui edizione alla guida di una Lancia Aurelia B20 si piazzò all'ottavo posto. Nel 1955, alla guida di una Maserati A6GCS, partecipò a sette diverse competizioni, tra cui il Trofeo Sardo dove fu vincitore.
Nel 1956, Starrabba divenne pilota della Ferrari, e fece parte della squadra Azzurra Ferrari, formata oltre che dal medesimo anche da Gino Munaron, Franco Cortese e Piero Carini. Fu alla guida dapprima della Ferrari 500 TR, poi della Ferrari 500 TRC, con cui partecipò a più di venti competizioni e il miglior piazzamento fu un secondo posto al Gran Premio di Caserta (1956) e al Gran Premio di Modena (1957 e 1958). Starrabba guidò anche la Porsche 718, con cui arrivò secondo a due edizioni del GP di Caserta (1959 e 1960), e al GP di Napoli (1960).
Al 1961 risale la sua unica partecipazione ad una gara di Formula 1: acquistò una Lotus 18, alla quale lui stesso abbinò un motore 1,5 litri Maserati quattro cilindri e si iscrisse al Gran Premio d'Italia a Monza, dove si piazzò trentesimo su 32 partenti (gira 21,6 secondi più lento di Wolfgang von Trips in pole). Durante il Gran Premio, a causa dell'incidente mortale di von Trips con Jim Clark, Starrabba passò in quindicesima posizione, ma la sua gara si conclude al diciannovesimo giro per noie al motore. Starrabba continuò a correre con la sua Lotus Maserati e nel 1963 fu sesto a Siracusa e quinto nel Gran Premio di Roma.
Nel 1964 tentò la Formula 2 con un Giannini-Brabham F3 e disputò 5 gare su Brabham BT9 (chassis F3-4-64).
Nel 1965-1967 gareggiò per la Scuderia Pegaso alla guida delle vetture Ferrari 250 GTO, Ferrari 250 LM e Ferrari Dino 206 S in coppia con Clemente Ravetto, e nel 1968-1970 per la Scuderia Brescia Corse con le vetture Porsche 906 e Porsche 911 dove fu in coppia con Corrado Ferlaino, Gianpiero Moretti, Everardo Ostini e Salvatore Patania.

## Risultati
| 1961 | Scuderia       | Vettura  |  |  |  |  |  |  |     |  |  |  |  | Punti | Pos. |
| ---- | -------------- | -------- |  |  |  |  |  |  | --- |  |  |  |  | ----- | ---- |
| 1961 | Pilota privato | Lotus 18 |  |  |  |  |  |  | Rit |  |  |  |  | 0     |      |

| Legenda | 1º posto     | 2º posto | 3º posto    | A punti         | Senza punti/Non class.  | Grassetto – Pole position Corsivo – Giro più veloce |
| Legenda | Squalificato | Ritirato | Non partito | Non qualificato | Solo prove/Terzo pilota | Grassetto – Pole position Corsivo – Giro più veloce |